# Хоромцы (Октябрьский район)
Хоромцы (бел. Харо́мцы) — деревня в Октябрьском районе Гомельской области Белоруссии. В составе Поречского сельсовета.

## География

### Расположение
В 18 км на северо-запад от Октябрьского, 20 км от железнодорожной станции Рабкор (на ветке Бобруйск — Рабкор от линии Осиповичи — Жлобин).

## Гидрография
На севере мелиоративные каналы.

## Транспортная сеть
Автодорога связывает деревню с Красной Слободой. Планировка состоит из прямолинейной широтной улицы, к центру которой присоединяется с юга короткая прямолинейная улица, а с востока — 3 переулка. Застройка двусторонняя, неплотная, деревянная, усадебного типа.

## История
Обнаруженный археологами курганный могильник (150 насыпей полусферической формы, в 2 км на запад от деревни, в урочище Лясковщина, в лесу) свидетельствует о заселении этих мест с давних времён. По письменным источникам известна с XVI века в Слуцком повете Новогрудского воеводства Великого княжества Литовского, собственность православной церкви. Имеется упоминание о принадлежности села к Киевопечерскому монастырю с 1574 года. По инвентарю 1683 года в Рудобельской волости, в составе Паричского поместья, владелец которого получал 163 злотых и 26 грошей прибыли в год. В XVII веке 8 дымов, в Мозырском повете. В 1748 году входила в Паричскую волость, владение Радзивиллов.
После 2-го раздела Речи Посполитой (1793 год) в составе Российской империи. В 1842 году построен костёл, который позже был перенесён в деревню Карпиловку (сейчас городской посёлок Октябрьский, не сохранился). В 1844 году владение дворянина К. Вищинского, который в 1876 году владел здесь 3805 десятинами земли и трактиром. В 1885 году село, в Лясковичской волости Бобруйского уезда Минской губернии. В конце XIX века на деревенских погостах построена деревянная брама (ворота) — сейчас памятник народного зодчества, на восточной окраине заложен парк — памятник усадебно-паркового искусства. Усадьба, находившаяся в парке, не сохранилась. В 1912 году открыта земская школа.
Во 2-й половине 1920-х годов создан совхоз «Казбек», работали паровая мельница и кузница. Начальная школа в 1930-е годы преобразована в семилетнюю. Во время Великой Отечественной войны партизаны разгромили опорный пункт созданный немецкими оккупантами в деревне. В апреле 1942 года каратели сожгли 111 дворов и убили 233 жителя, в 1944 году убили ещё 207 жителей (похоронены в могиле жертв фашизма в центре деревни). 60 жителей погибли на фронте.

Согласно переписи 1959 года в составе совхоза «Поречье» (центр — деревня Поречье); действовали Дом народного творчества, библиотека, фельдшерско-акушерский пункт, отделение связи, магазин.

Архивные фотоснимки
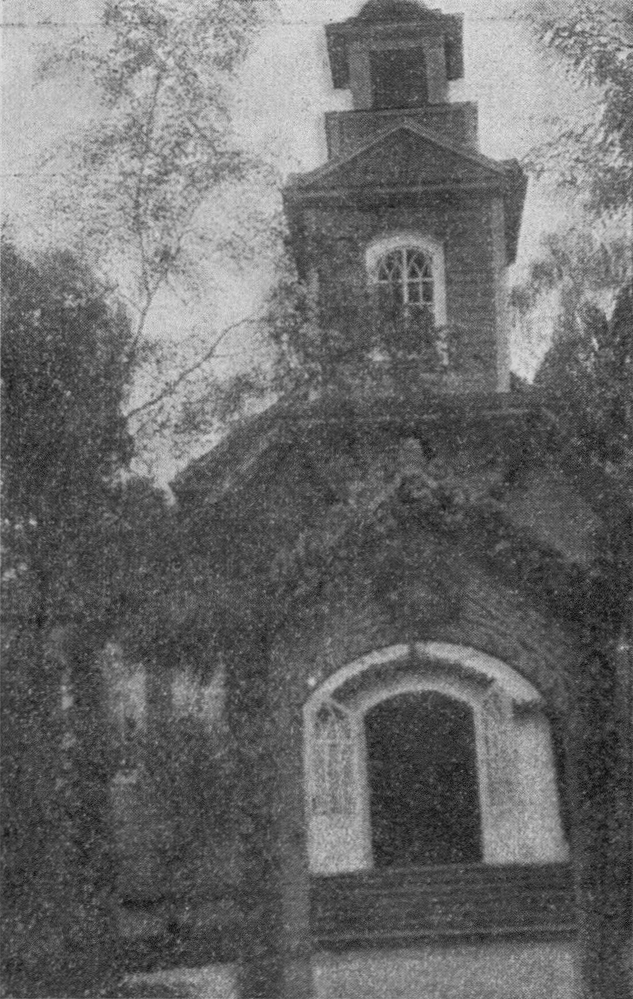
Церковь, 1914 г.
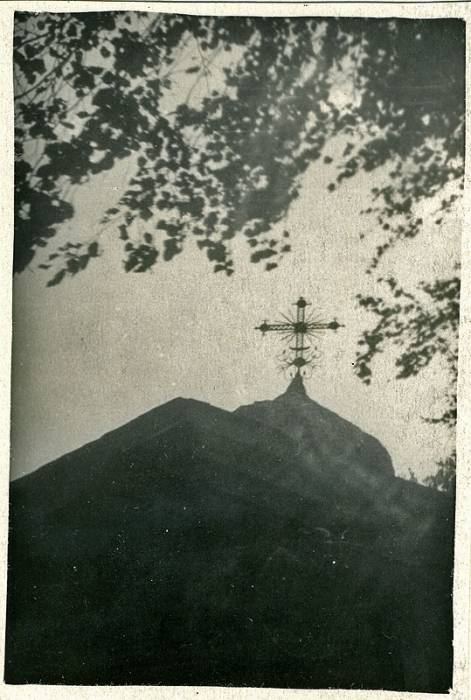
Церковь, 1949 г.
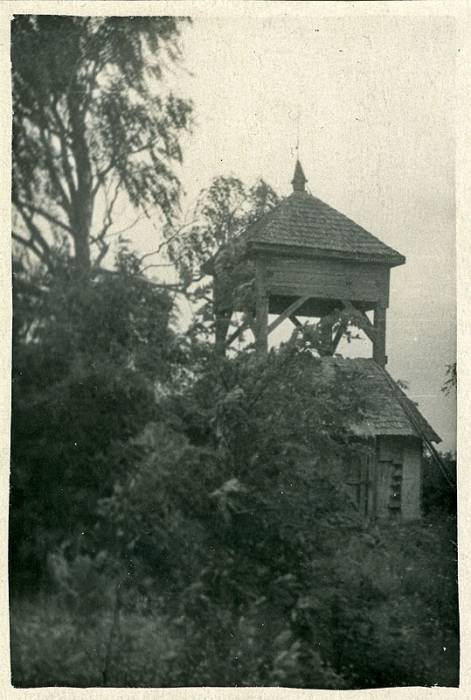
Колокольня церкви, 1949 г.

## Население

### Численность
- 2004 год — 100 хозяйств, 208 жителей.

### Динамика
- 1795 год — 14 дворов.
- 1844 год — 28 дворов.
- 1897 год — 33 двора, 360 жителей (согласно переписи).
- 1908 год — 102 двора, 766 жителей.
- 1940 год — 226 дворов, 1035 жителей.
- 1959 год — 782 жителя (согласно переписи).
- 2004 год — 100 хозяйств, 208 жителей.

## Культура

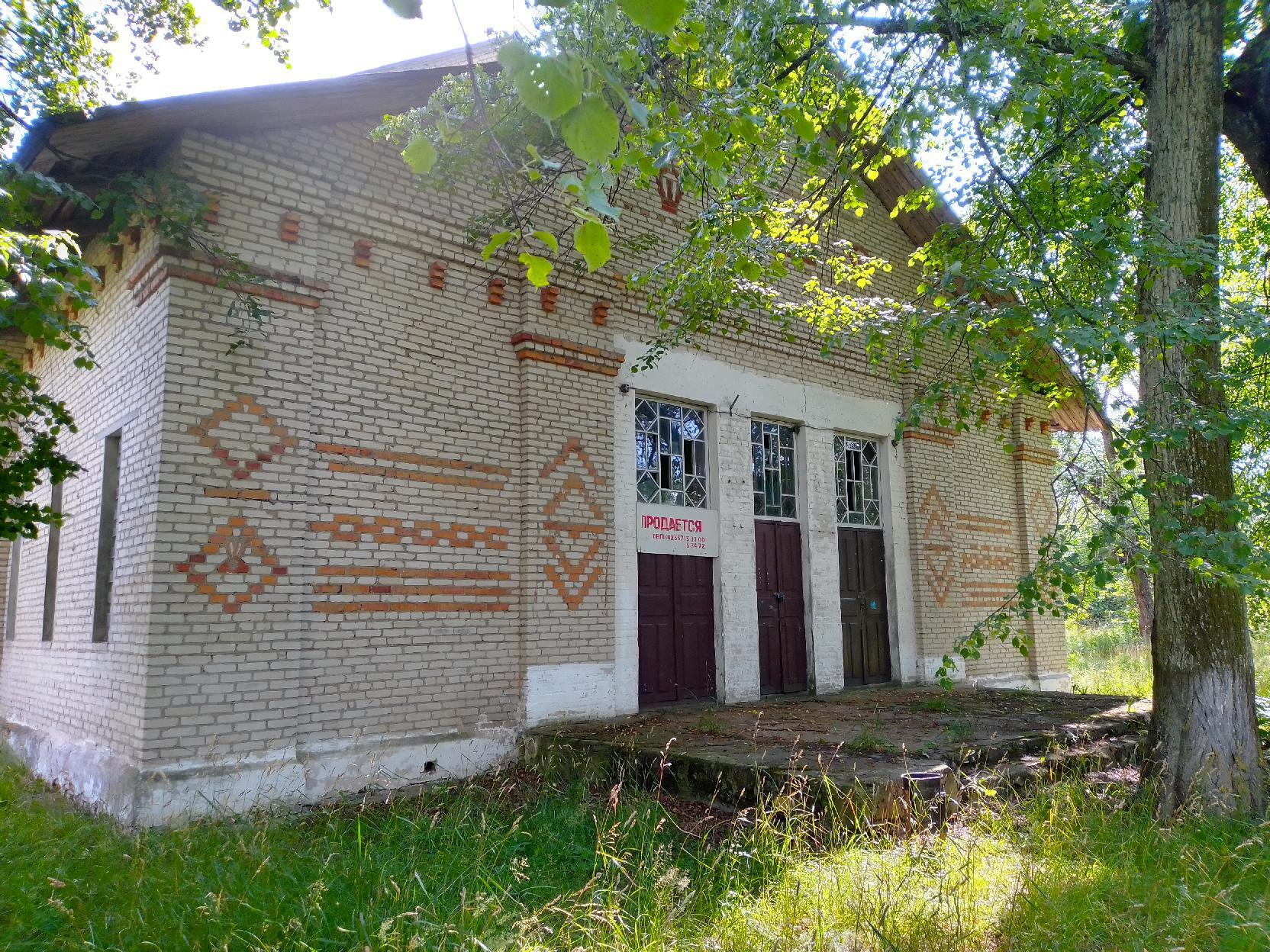
Дом народного творчества

- Дом культуры

## Достопримечательность
- Брама — памятник архитектуры. Находится на кладбище. Брама построена из дерева в конце XIX века местными мастерами. Имеет симметричную композицию, декорирована резным орнаментом. В декоративном обрамлении широко использован волнистый орнамент.
- Обелиск на братской могиле мирных граждан, сожженных в июне-ноябре 1943 года (номер воинского захоронения 8262)[3].